# フェラーリ・カリフォルニア
カリフォルニア（California ）は、イタリアの自動車メーカーであるフェラーリが製造していたスポーツカーである。

## 概要
フェラーリ初のクーペカブリオレの2+2モデルとして、2008年のモンディアル・ド・ロトモビル（パリ・モーターショー）で発表され、2009年から発売された。車名の「カリフォルニア」とは、1950年代に生産されていた同社の「250GT カリフォルニア・スパイダー」から来ている。
日常的な乗りやすさや快適性、2+2がもたらす実用性の高さから、カリフォルニアはフェラーリにとって新規顧客の開拓に重点が置かれており、実際に購入者の約70%が初めてフェラーリを購入したオーナーであると発表されている。なお実際に、フェラーリの会長であったルカ・ディ・モンテゼモーロや、「テーラーメイド・プログラム」の発案者のラポ・エルカーンが愛車として通勤などに使用していた。
シャシー・ボディはアルミ製で、クーペ・カブリオレシステムはウェバスト製のカブリオレ・ユニットを採用している。2011年にオプションとして導入されたアイドリングストップ機能をはじめとした、燃費をはじめとするエネルギー効率向上を目的とした機能「HELE」は日本国内では標準装備となる。
ミッションは、7速DCTを採用しており、ギアチェンジの際に発生するロスを軽減している。ステアリングホイールの右下にあるシフトモードを切り替える「マネッティーノ」のスイッチはF430には5種類あるが、カリフォルニアには「スノー」と「レース」は必要ないと判断され3種類となった。ブレンボ製のカーボンセラミックブレーキ、サスペンションはマルチリンクを採用している。
デザインは内外装ともにピニンファリーナが担当しており、自動車雑誌「NAVI」に掲載された奥山清行の連載によると、奥山がピニンファリーナ在籍時に手がけたが、ヘッドライトのデザインは奥山によるものではない。
内装については、フェラーリ初となるトランクスルー方式を採用しており、実用性も兼ね備えた仕様となった。また後席は、リアシートがない2名乗車仕様も選べる。その場合、中央の盛り上がりがなくなり、ゴルフバッグなども収めやすくなる。テールランプは丸型1灯を採用しているが、丸型テールライトは尾灯のみ点灯し、ウインカー、ブレーキランプ、バックランプはリアエンド下部に設けられているランプユニットから点灯する。

## カリフォルニア

### カリフォルニア
エンジンは4,297ccV8で、同社初となるガソリン直噴エンジンを採用し、さらに「HELE」システムを採用し、これにより二酸化炭素排出量は270g/kmを達成したとアナウンスされている。最高出力は460PS/7,500rpm。駆動方式は「612スカリエッティ」以来のFRで、V型8気筒のFR車はフェラーリ史上初である。

### カリフォルニア30
2012年、マイナーチェンジモデルの「カリフォルニア30」を発表。排気量は不変ながら最高出力は従来モデル比で30PSアップの490PS、最大トルクは20N·mアップの505N·mとなったことで、0-100km/h加速が従来の4.0秒から3.85秒に短縮された。また、フロントセクションの剛性強化や30kgの軽量化、ハンドリングの応答性の改良が行なわれるとともに、ハンドリング・スペチアーレ・パッケージをオプション設定した。なお「30」というサブネームは、従来モデル比で「最高出力30PSアップ」と「30kgの軽量化」が行われたことに由来する。

## カリフォルニアT
2014年2月12日、カリフォルニアのビッグマイナーチェンジモデルである「カリフォルニアT」を発表。「T」はターボを意味し、3,855ccV8直噴ツインターボエンジンを搭載する。カリフォルニアと比較して排気量は縮小されたものの、ターボチャージャーの搭載により最高出力は490PSから560PSにアップした。なお、フェラーリがターボエンジンを搭載したロードカーを発売するのはF40以来となる。0-100km/hは3.6秒。
エクステリアでは、丸型テールランプにウインカーとバックランプが内蔵された。ブレーキランプはリアエンド下部に設置。マフラーが縦2本配置から横2本となった。またディフューザーのデザインも変更された。
2016年1月22日には新しいオプション「ハンドリング・スペチアーレ（HS）」を導入すると発表した。HSオプションには、前後とも硬度を高めたスプリング（フロント：+16％、リア：+19％）を組み込んだ新ダンパーを採用し、コーナーでのロールをはじめ、ダイブやピッチなど荷重変化に対する車体コントロール性能を向上。車両を制御する「マネッティーノ」の「Sport」モードにおいても、今まで以上に鋭さを際立たせたセットアップに変更している。また、2本のプライマリーパイプを備えた新形状サイレンサーにより、エンジンスピードに応じて排気音も増大するよう新設計されたエキゾーストシステムも採用され、同モデルのスポーツ性を強調している。
2017年春にはフェラーリの70周年記念限定車が限定生産されるとアナウンスされ、同年初夏に新規受注が締め切られた。